# Nardüzü, Arsuz
Nardüzü là một thị trấn thuộc huyện Arsuz, tỉnh Hatay, Thổ Nhĩ Kỳ. Dân số thời điểm năm 2011 là 4.79 người.